# American cream draft
American Cream Draft är en mycket ovanlig hästras av kallblodstyp som utvecklats i USA. Cream draft är en av enbart två överlevande kallblodsraser som utvecklats i Nordamerika, tillsammans med den ännu mer ovanliga rasen Sugarbush Draft. American Cream Draft-hästar har ofta en gräddfärgad hårrem, rosa hud och bärnstensfärgade eller rödbruna ögon. Fölen föds oftast med ljusa ögon som blir mörkare när hästen närmar sig vuxen ålder. Rasen är vanligast inom parader och utställningar men passar även som tyngre ridhästar eller som körhästar.

## Historia
Grunden för hela rasen var ett gräddfärgat sto av okänd hästras som kallades Old Granny. Hon köptes 1911 i Iowa av Harry Lakin och det mest utmärkande med henne var att hennes speciella gräddvita färg ärvdes vidare till nästan alla hennes avkommor. En av hennes hingstföl kallad Silver Lace no 9, född 1931, fallen efter en belgisk arbetshäst var en av de starkaste influenserna i aveln. Även han gav genen vidare till många avkommor. I mitten av 1930-talet köpte en man vid namn C.T. Rierson ett stort antal Creamfärgade arbetshästar i ett försök att etablera en ras och nu började man anteckna allt om avkommorna och man fick ett register över rasen. 
För att få ett mer enhetligt utseende på rasen använde man sig av en rad olika tyngre kallblodshästar, bland annat tunga Brabanthästar, Percheron och Shirehästar. Brabanterna var de kallblod som hade mest inflytande på rasens exteriör. Så mycket att de ibland såldes som ovanliga gräddfärgade Brabanter utomlands. Genetisk forskning av E. Gus Cothran vid University of Kentucky har dock visat att Cream draft inte alls bara är en färgvariant av Brabanten utan att den verkligen är unik både i färg och typ. C.T Rierson var även den som bestämde namnet på rasen och 1944 startade han Cream Draft Horse Association tillsammans med andra intresserade uppfödare. Cream Draft-hästarna blev godkända som en egen ras år 1950. 
Tyvärr fick dessa hästar ingen större framgång eftersom arbetshästar under mitten av 1900-talet började ersättas med traktorer och mekaniska maskiner. Under början av 70-talet lades föreningen ner och rasen var nästan utrotad. Men man startade om föreningen på nytt 1982 av de få återstående uppfödarna som fortfarande var intresserade av att avla fram rasen, men nu som en kraftig ridhäst som även kunde användas i körning eller lätt jordbruk. Nu finns ungefär 300 registrerade Cream Drafthästar, de flesta lokaliserade i USA och Kanada.

## Egenskaper

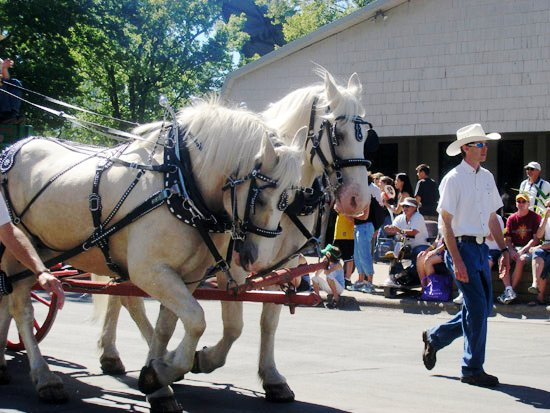
American Cream Draft-hästarna är utmärkta körhästar. Här i Minnesota State Parade

Den här rasen är unik med sitt speciella utseende. Den gräddvita till ljusgula färgen skapas av en dominant gen som kallas Champagne som inte bör förväxlas med gulanlaget som kan ge Cremello eller Palomino. På grund av champagnegenens inverkan på rasens grundfärg fux har de flesta Cream Drafts bruna hovar och de föds med vita eller ljust blåa ögon. Ögonen blir dock hasselnötsbruna eller nästan orange och till och med gröna när hästarna når vuxen ålder. Helt vita tecken på benen eller i ansiktet existerar också men är svåra att se i den gräddvita pälsen. Den gräddvita färgen eftersträvas, men även fuxfärgade individer förekommer, då anlagets dominanta egenskaper möjliggör heterozygoter som trots sin ljusa färg kan ge avkommor utan champagnegenen. 
Bland uppfödare av rasen American Cream Draft kallas den gräddvita färgen Cream, men det korrekta namnet för champagne på fuxfärgad botten är Gold Champagne. Benämningen Cream kan lätt bli missvisande då gulanlaget är den gen som bär det officiella namnet Cream i de engelskspråkiga länderna.
Rasen används mest till parader och utställningar då de drar ståtliga vagnar, men de kan även ridas. De har ofta en typisk kallblodskaraktär med en medelstor, kompakt och muskulös kropp. Halsen är kraftig och väl musklad. Huvudet är tilltalande med en lätt utåtbuktande nosrygg. Bakdelen är lätt rundad och stark. Benen är korta men starka och med breda ledgångar, men rasen har dock oftast väldigt lite hovskägg i jämförelse med andra kallblodshästar. Men i likhet med dessa har de även samma vänliga och lätthanterliga lynne och är lättlärda och arbetsvilliga.  
På grund av det lilla antal hästar som finns har rasen blivit listad under "kritisk status" av American Livestock Breeds Conservancy. 